# Église Saint-Étienne de Briare
Pour les articles homonymes, voir Église Saint-Étienne et Saint-Étienne (homonymie).
L’église Saint-Étienne de Briare est une église de style architectural romano-byzantin située dans la commune de Briare, le département du Loiret et la région Centre-Val de Loire.

## Géographie
L'église est située dans le centre-ville de Briare, entre la place de la République, la rue Saint-Roch, la rue des Grands-Jardins et la rue Jeanne d'Arc, à proximité de la route départementale 957 et de la rive droite de la Loire, dans la région naturelle du Giennois.
L'édifice est desservi par la ligne 3 du réseau d'autocars départemental Ulys.
L'église dépend de la zone pastorale du Gâtinais et du Giennois du diocèse d'Orléans.

## Histoire

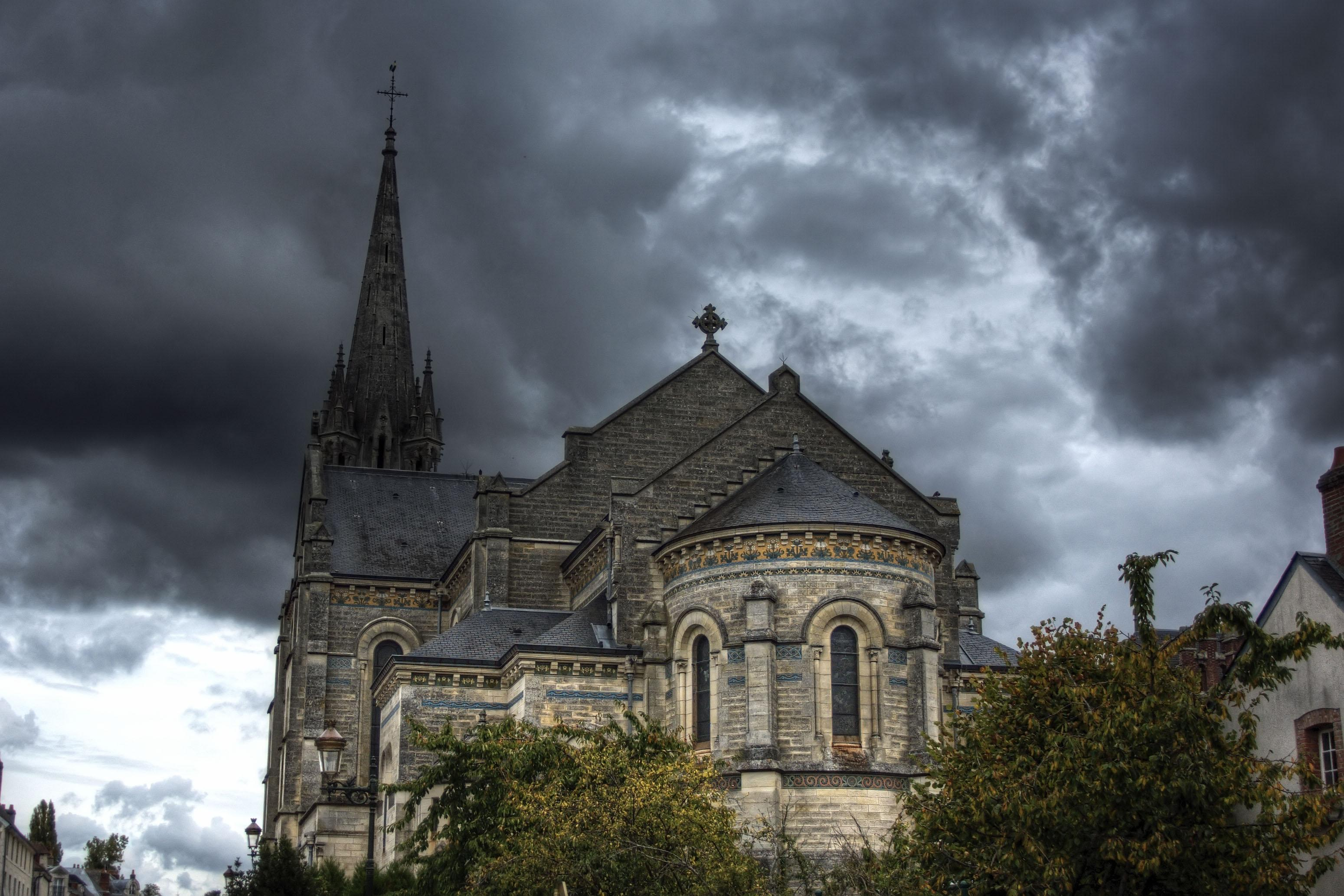
L’église Saint-Étienne

Son origine remonte au VIe siècle quand une chapelle déjà ornée de mosaïques et dédiée à Saint Étienne - le premier diacre ordonné par les apôtres et martyr de la chrétienté - vient remplacer le temple auparavant consacré au dieu romain Bacchus. Les statuts d'Aunaire d'Auxerre consacré évêque d'Auxerre en 570, plus tard Saint Aunaire, la mentionne en 596. 
Elle est elle-même remplacée par une église remontant au XIIIe siècle et pouvant contenir mille personnes. Cette dernière, sérieusement endommagée par la crue de la Loire de 1856 et devenue trop petite compte tenu de l'essor que connaissait la ville à ce moment du fait de l'importance prise par la manufacture des émaux de Briare, est vouée à la démolition. 
En 1886, Alfred Loreau et Paul Yver, gendres de Jean-Félix Bapterosses, s'engagent à financer presque intégralement la construction d'une nouvelle église compte tenu du refus du Ministère de l'Intérieur et des Cultes de participer aux coûts. Sa construction ne débute pourtant qu'en 1890, sous le patronage du futur cardinal Pierre-Hector Coullié, quand les héritiers de Jean-Félix Bapterosses se rendent adjudicataires des travaux, à la suite des atermoiements de la préfecture et des difficultés administratives engendrées par l'enquête publique et la contestation de certains riverains contre les expropriations nécessitées par l'agrandissement. Le maître d'œuvre, René Dusserre (1837-1901), inspecteur des édifices diocésains d'Orléans à partir de 1872, est un élève d'Eugène Viollet-le-Duc. La nouvelle église est inaugurée par Stanislas-Arthur-Xavier Touchet le 8 décembre 1895 quand le Saint sacrement et les reliques y sont transportées. Elle est ensuite cédée à la commune pour un franc symbolique en 1896 contre l'attribution de deux tribunes à la famille Bapterosses.
Elle fait l’objet d’une inscription au titre des monuments historiques depuis 1987.

## Architecture
Le style néo-byzantin général combiné avec un clocher néo-gothique, culminant à 56 mètres, est assez rare. Le plan se base sur une croix latine à deux croisillons et, conformément à la tradition romane, avec une large nef de 50 mètres de long et de 12 mètres de haut qui est soutenue par des colonnes sculptées de motifs profanes. On y trouve par exemple un chapiteau dédié à l'industrie, symbolisée par une jeune femme composant une mosaïque et orné de colliers de perles de la Manufacture des émaux. Selon Paul Pigelet : « il n'y manque qu'une chose, mais elle n'était point à la disposition des artistes, c'est le ciel d'Orient ».

### Extérieurs
L'élégante flèche est de très grande hauteur. Le front aussi bien que les pignons sont ornés de mosaïques 

### Intérieur
L'intérieur est orné « d'un merveilleux tapis de mosaïque » (Ch. de Fleury) en émaux de Briare dessiné par Eugène Grasset et réalisé par les ouvriers de la Manufacture.

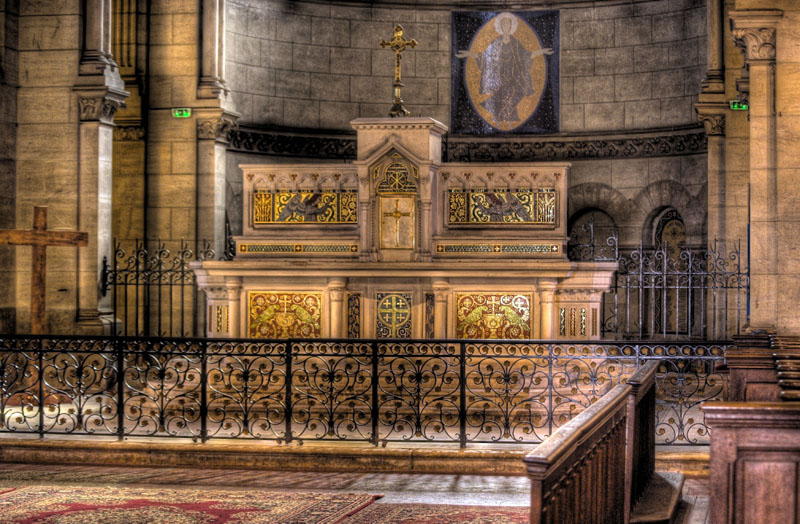
Le maître autel

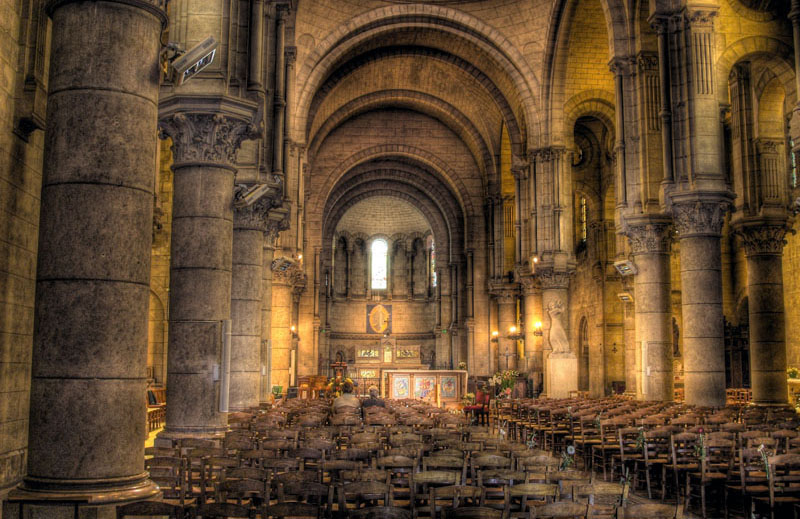
La nef

### Vitraux
Les vitraux ont été réalisés par Félix Gaudin notamment sur des dessins d'Eugène Grasset. Ils représentent entre autres les signes du zodiaque, ce qui est pour le moins inhabituel dans une église. 

## Mobilier et statues
Le chemin de croix est sculpté par Fabio Stecchi en 1904. Une statue de Saint-Étienne levant les yeux au ciel sculptée par Louis Dideron (1901-1980) a été donnée dans les années 1950 à l'église. Les statues de Saint Roch et de Saint Louis ornant les autels du transept ont été sculptées par Robert Souvigny (1910-1966). Robert Souvigny était un artiste auto-didacte. Il a réalisé plus de 200 sculptures et 1000 dessins entre 1946 et 1962. Avec son épouse Anne-Marie il a activement pris part à la vie sociale et artistique du Briare d'Après guerre. Un nouvel autel incrusté une pierre reliquaire consacrée par Monseigneur Félix Dupanloup et orné de mosaïques en émaux de Briare par Olivier Delhoume y est béni en 1996.

## Pour approfondir